# Chang Yongxiang
Dans ce nom chinois, le nom de famille, Chang, précède le nom personnel.
Pour les articles homonymes, voir Chang.
Chang Yongxiang est un lutteur chinois né le 16 septembre 1983 à Handan.

## Palmarès

### Jeux olympiques
- Médaille d'argent en lutte gréco-romaine dans la catégorie des moins de 74 kg en 2008 à Pékin

### Championnats d'Asie
- Médaille d'or en lutte gréco-romaine dans la catégorie des moins de 74 kg en 2008 à Jeju
- Médaille de bronze en lutte gréco-romaine dans la catégorie des moins de 74 kg en 2007 à Bichkek